# 松本のぼんぼん・青山様
松本のぼんぼん・青山様（まつもとのぼんぼん・あおやまさま）は、長野県松本市で行われる夏の行事。ぼんぼんは女の子の行事、青山様は男の子の行事で、本来は別々の行事だったのではないかとも言われるが、現在はほぼ一体の行事として行われている。神道として体系立てられた神事ではなく、江戸時代に城下町の町人によって人為的に始まった、娯楽も兼ねた民間信仰に類する。

## 概要
実施時期は町会によって違いがあるが、8月上旬から旧盆ころにかけて行われる。両行事とも、江戸時代末期ころから、松本城下の親町三町（本町・中町・東町）を中心に行われるようになったと言われるが、その後、行事の範囲が旧城下の外まで広がったと考えられる。両行事とも、市重要無形民俗文化財に指定され、県選択無形民俗文化財に選択されている。少子化や車両交通の増加により、かつてはこの行事が行われていたが今では消えつつある地域もある。

## ぼんぼん
女の子の行事で、浴衣姿にほおずき提灯を下げ、お花紙で作った花を頭に飾り、ぽっくり下駄をはいて、「ぼんぼんとても今日明日ばかり、あさっては山のしおれ草」と歌いながら町内を歩く。歌は哀調を帯びており、先祖の霊をなぐさめる行事だったとも言われる。

## 青山様
男の子の行事で、「青山神社」という小さな幟を立てた神輿をかつぎ、「青山様だい、わっしょい、こらしょ」と掛け声をかけながら町内を練り歩く。神輿にはしめ飾りを立て、杉の葉を飾る。賽銭を集める町内もあり、神輿を担ぐ子、神輿を休める台を持つ子、賽銭箱を持つ子と、分担を決めて進む。

## 文献
- 『松本まるごと博物館 ガイドブック』松本市立博物館、2008年3月
- 『長野県史 通史編 第5巻 近世2』1988年3年